# Jenny Wolf
Jenny Wolf (* 31. Januar 1979 in Ost-Berlin) ist eine ehemalige deutsche Eisschnellläuferin. Sie gewann bei Großveranstaltungen 19-mal die Gold-, neunmal die Silber- und siebenmal die Bronzemedaille. Ende 2020 war sie zudem kurzzeitig für etwa elf Wochen Bundestrainerin.

## Werdegang

### Anfänge
Wolfs Eltern wurden 1987 durch eine Zeitungsannonce aufmerksam, dass ein Eislaufclub neue Eisschnellläufer sucht. So begann sie ihre Karriere beim Dynamo Süd-Ost. Ihren ersten Wettkampf bestritt sie in der Saison 1989/90 bei der Berliner Kinder- und Jugendspartakiade im Vierkampf der Altersklasse U 11 und wurde trotz Sturz Dritte in der Gesamtwertung. Danach bestritt sie verschiedene Wettkampfserien in der Jugend. 1992 wurde sie in der Sportschule in Hohenschönhausen aufgenommen. Im Jahr 1996 wurde sie bei den deutschen Sprint-Vierkampfmeisterschaft in Berlin 11. mit Saisonbestzeit, 1997 Fünfte und 1998 Sechste. Bei der deutschen Einzelstrecken-Juniorenmeisterschaften 1997 in Erfurt holte sie sich über 500 Meter den Titel und über 1000 Meter wurde sie Vizemeisterin. Bei den deutschen Einzelstrecken-Meisterschaften 1998 in Berlin gelang ihr ein siebenter Platz über 500 Meter. Bei den deutschen Einzelstrecken-Juniorenmeisterschaften in Berlin wurde sie Sechste über 500 Meter und Dritte über 1000 Meter.

### 1999 bis 2002
In der Saison 1998/99 gab sie ihr Debüt im Eisschnelllauf-Weltcup; sie bestritt nur einige Rennen. In der Weltcupgesamtwertung über 500 Meter kam sie auf den 33. Platz. 1999 wurde sie bei den deutschen Einzelstrecken-Meisterschaften in Berlin Neunte über 500 Meter, Siebente über 1000 Meter und Sechste im Sprint-Vierkampf in Erfurt. In der Saison 1999/00 fuhr sie bei den 500 Meter-Wettkämpfen Mittelfeld-Ergebnisse ein und landete in der Gesamtwertung über 500 Meter auf dem 21. Platz und bei den 1000 Metern auf dem 35. Platz. Bei der deutschen Meisterschaft im Sprint-Vierkampf 2000 in Inzell wurde sie Vierte und bei den deutschen Einzelstrecken-Meisterschaften 2000 in Berlin holte sie sich die Bronzemedaille über 500 Meter und wurde über 1000 Meter Zehnte. Bei ihren allerersten Einzelstrecken-Weltmeisterschaften 2000 in Nagano belegte sie über 500 Meter Platz 16 und bei den Sprintweltmeisterschaften 2000 in Seoul kam sie über 500 Meter auf den 21. Platz.
In der Saison 2000/01 konnte sie ihre Leistung bei den 500 Metern steigern. In der Gesamtwertung landete sie auf dem 15. Platz. Bei den Einzelstrecken-Weltmeisterschaften 2001 in Salt Lake City verbesserte sie sich über 500 Meter zum Vorjahr auf den 13. Platz. Bei den zweiten Sprintweltmeisterschaften 2001 in Inzell kam Wolf auf den 26. Platz. Bei den deutschen Einzelstrecken-Meisterschaften 2001 in Berlin holte sie sich den sechsten Platz über 500 Meter, wurde Achte über 1000 Meter und im Sprint-Vierkampf in Inzell erreichte sie den siebenten Platz. In der Saison 2001/02 gelangen ihr mehrere Top-Ten-Plätze. In der Gesamtwertung der 500 Meter steigerte sie sich zum Vorjahr um einen Platz auf den 14. und bei den 1000 Metern landete sie auf dem 37. Platz. Bei den deutschen Einzelstrecken-Meisterschaften 2002 in Berlin erreichte sie über 500 Meter den vierten Platz, über 1000 Meter den siebenten Platz und im Sprint-Vierkampf in Erfurt holte sie sich die Silbermedaille. Wolf bestritt 2002 in Hamar ihre dritten Sprintweltmeisterschaften und verbesserte sich zum Vorjahr um drei Plätze auf den 23. Platz. Bei ihren ersten Olympischen Winterspielen 2002 erreichte sie im 500-Meter-Lauf den 15. Platz.

### 2003 bis 2006
In der Saison 2002/03 gelang ihr beim Weltcup in Harbin ein zweiter Platz über 500 Meter. In der Weltcupgesamtwertung über 500 Meter kam sie auf den siebenten Platz. Damit verbesserte sie sich in der Gesamtwertung erheblich. Bei den deutschen Einzelstrecken-Meisterschaften 2003 in Erfurt wurde sie über 100 Meter Meisterin, über 500 Meter Vizemeisterin und erreichte über 1000 Meter Platz fünf. Im Sprint-Vierkampf in Inzell wurde sie hinter Monique Garbrecht-Enfeldt erneut Vizemeisterin. Bei ihren vierten Sprintweltmeisterschaften 2003 in Calgary wurde sie 17., lief aber auf den zweiten 500 Metern die viertbeste Zeit. Eine Saison später gelang Wolf über 100 Meter der erste Sieg im Weltcup. In der Gesamtwertung über 100 Meter wurde sie Zweite und über 500 Meter Achte. Bei den deutschen Einzelstrecken-Meisterschaften 2004 in Erfurt wurde sie über 100 Meter wieder Meisterin, über 500 Meter holte sie sich die Bronzemedaille mit Saisonbestzeit und im Sprint-Vierkampf in Berlin wurde sie Dritte. Bei ihren dritten Einzelstreckenweltmeisterschaften 2004 in Seoul verbesserte sie sich über 500 Meter erheblich. Sie wurde mit 38,320 Sekunden Vierte, damit verfehlte sie nur um drei Hundertstelsekunden den Bronzeplatz. Bei ihren fünften Sprintweltmeisterschaften 2004 in Nagano belegte sie den 22. Platz.
In der Saison 2004/05 gelang ihr in Erfurt wieder über 100 Meter der zweite Platz. Am Ende der Saison kam sie in der Gesamtwertung über 100 Meter wie in der Saison zuvor wieder auf den zweiten Platz und über 500 Meter auf den zehnten Platz. Bei den deutschen Einzelstrecken-Meisterschaften 2005 in Berlin wurde Wolf wieder über 100 Meter Meisterin, über 500 Meter Zweite und erreichte über 1000 Meter den sechsten Platz. Im Sprint-Vierkampf in Inzell holte sie die Silbermedaille. Ihre vierten Einzelstreckenweltmeisterschaften 2005 in Inzell beendete sie über 500 Meter mit Platz acht. Ihre sechsten Sprintweltmeisterschaften 2005 in Salt Lake City beendete sie auf den 18. Platz. In der Saison 2005/06 gelang ihr teilweise der internationale Durchbruch, denn sie siegte einmal über 100 und zweimal über 500 Meter. Zudem gewann sie die Gesamtwertungen im Weltcup auf diesen Strecken. Bei den deutschen Einzelstrecken-Meisterschaften 2006 in Berlin wurde Wolf wieder über 100 und 500 Meter Meisterin. Im Sprint-Vierkampf in Erfurt holte sie die Bronzemedaille. Vor den Olympischen Winterspielen musste sie bei den Sprintweltmeisterschaften 2006 in Heerenveen einen Rückschlag hinnehmen, denn sie kam nur auf Platz 13. Bei den Olympischen Winterspielen 2006 in Turin erreichte sie im 500-Meter-Lauf den 6. Platz.

### 2007 bis 2011

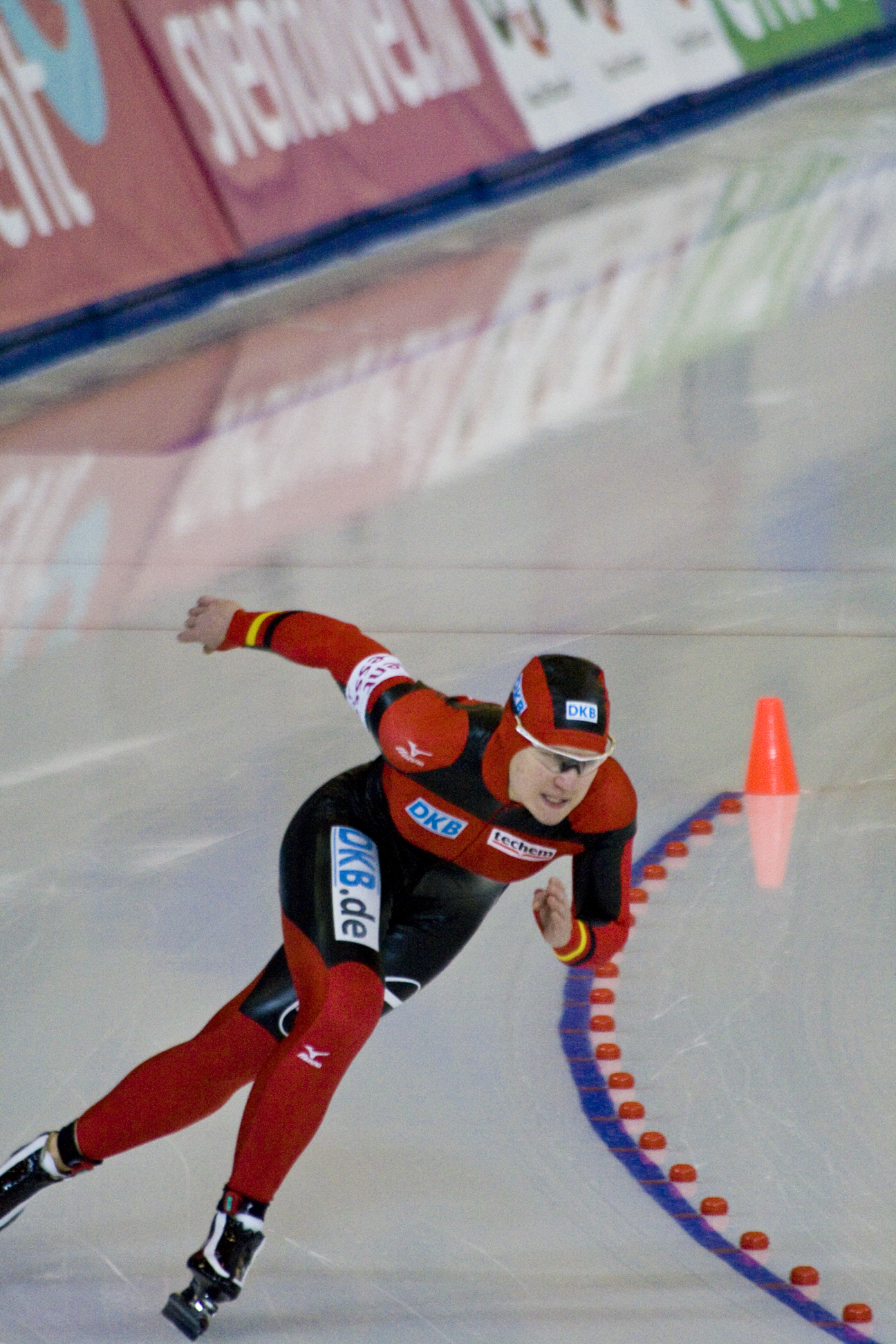
Wolf bei der Einzelstreckenweltmeisterschaften 2009

Ihre eigentliche Paradestrecke waren zunächst die nichtolympischen 100 Meter, wo sie zur Weltspitze gehörte. Zu Beginn der Saison 2006/07 schaffte sie ihren endgültigen Durchbruch. Sie gewann auf ihrer Heimbahn zwei 500-Meter-Rennen gegen die gesamte Weltelite und stellte dabei einen Weltrekord für das Flachland auf. Über 100 Meter lief sie am 4. März 2007 einen neuen Weltrekord in der Zeit von 10,28 Sekunden. Damit verbesserte sie den alten Rekord von Swetlana Schurowa um 0,03 Sekunden. Wie im Vorjahr gewann Wolf jeweils die Gesamtweltcups auf der 100- und der 500-Meter-Strecke. Bei den Einzelstreckenweltmeisterschaften 2007 in Kearns (Salt Lake County) holte sie auf der Olympiaeisbahn von 2002 über 500 Meter mit der Weltrekordzeit von 37,04 Sekunden die Goldmedaille und damit ihre erste Medaille bei Weltmeisterschaften. Bei den deutschen Einzelstrecken-Meisterschaften 2007 in Erfurt wurde sie wieder über 100 Meter Meisterin, über 500 Meter wurde sie nur abgeschlagene 11. Im Sprint-Vierkampf in Berlin holte sie die Goldmedaille.
In der Saison 2007/08 konnte sie zweimal über 100 und zwölfmal über 500 Meter ein Rennen gewinnen. Beim Weltcup im norwegischen Hamar verbesserte sie ihren Flachlandweltrekord auf 37,52 Sekunden und unterbot ihre fünf Tage alte Bestmarke aus Heerenveen um 0,08 Sekunden. Sie wurde über 100 und über 500 Meter Weltcupsiegerin. Bei den deutschen Einzelstrecken-Meisterschaften 2008 in Erfurt holte sie über 500 Meter den Titel. Im Sprint-Vierkampf in Inzell holte sie in allen Disziplinen und insgesamt den ersten Platz. Bei den Einzelstreckenweltmeisterschaften 2008 in Nagano verteidigte sie über die 500-Meter-Sprintstrecke ihren Weltmeistertitel aus dem Vorjahr. Bei der Sprintweltmeisterschaft in Heerenveen gewann sie am 19./20. Januar 2008 den Titel. Mit drei Siegen über 100 Meter und mit zehn Siegen über 500 Meter beendete sie die Saison 2008/09 mit jeweils zwei Weltcupgesamtsiegen über 100 und 500 Meter. Bei den deutschen Einzelstrecken-Meisterschaften 2009 in Berlin holte sie über 500 Meter den Titel. Bei der Einzelstreckenweltmeisterschaften 2009 in Richmond konnte sie mit Bahnrekord und Saisonbestzeit zum dritten Mal in Folge über 500 Meter den Titel holen. Bei der Sprintweltmeisterschaft 2009 in Moskau konnte sie den Titel aus dem Vorjahr nicht verteidigen, aber ihr gelang zweimal über 500 Meter der erste Platz, zweimal der zehnte Platz und so holte sie sich immerhin insgesamt den zweiten Platz mit Saisonbestzeit.
In der Saison 2009/10 verbuchte sie acht Siege über 500 Meter und wurde wieder Weltcupgesamtsiegerin. Am 11. Dezember 2009 stellte sie beim Weltcup in Salt Lake City in 37,00 Sekunden erneut einen 500-Meter-Weltrekord auf und unterbot damit ihren eigenen Rekord von 2007 nochmals um 0,02 Sekunden. Bei den deutschen Einzelstrecken-Meisterschaften 2010 in Berlin holte sie über 500 Meter wieder den Titel. Bei der Sprintweltmeisterschaft 2010 in Obihiro wurde sie insgesamt Dritter, aber in den beiden 500-Meter-Läufen holte Wolf sich den zweiten Platz. Am 16. Februar 2010 gewann Wolf bei den Olympischen Spielen in Vancouver über 2 × 500 m die Silbermedaille. Über 1000 Meter konnte sie am 18. Februar 2010 den 17. Platz erreichen. Wie in der Saison zuvor gewann sie acht Weltcups über 500 Meter und wurde zum sechsten Mal Weltcupgesamtsiegerin über 500 Meter. Bei den deutschen Einzelstrecken-Meisterschaften 2011 in Erfurt holte sie über 500 Meter die Gold- und über 1000 Meter die Silbermedaille. Auch bei den Einzelstreckenweltmeisterschaften 2011 in Inzell konnte sie über 500 Meter den Titel holen, wieder mit Bahnrekord und Saisonbestzeit. Die Sprintweltmeisterschaft 2011 in Heerenveen verlief für Wolf mit insgesamt Platz acht enttäuschend. Durch den 21. Platz im abschließenden 1000-Meter-Rennen wurde sie auf den achten Platz durchgereicht.

### 2012 bis 2014
Die Saison 2011/12 verlief nicht so gut wie vorangegangenen. Wolf gewann nur zwei Rennen über 500 Meter und stand in der Endwertung auf dem dritten Platz. Bei den deutschen Einzelstrecken-Meisterschaften 2012 in Inzell gewann sie über 500 Meter das Rennen mit Saisonbestzeit. Im Sprint-Vierkampf in Berlin war sie zwar bei den ersten Rennen über 500 und 1000 Meter an den Start gegangen, wurde aber nicht gewertet, weil sie am zweiten Tag nicht antrat. Bei der Einzelstreckenweltmeisterschaften 2012 kam sie über 500 Meter als Sechste ins Ziel. Wolf konnte bei den Sprintweltmeisterschaften 2012 in Calgary über 500 Meter Saisonbestzeit und über 1000 Meter persönliche Bestzeit aufstellen, erreichte insgesamt den neunten Platz mit einer persönlichen Bestleistung von 150,670 Punkten. Am 25. März 2012 kündigte Wolf an, bis zu den Olympischen Spielen in Sotschi 2014 weiterzumachen. Dort belegte sie über 500 Meter den sechsten Rang. Am 16. März 2014 lief sie ihr letztes Rennen in Heerenveen und beendete im Anschluss ihre aktive Karriere.

### Bundestrainerin
Am 24. September 2020 hat sie die Aufgaben der Eisschnelllauf-Bundestrainerin übernommen. Diese Aufgaben hat sie am 11. Dezember 2020 aufgrund von Unstimmigkeiten mit der Verbandsführung über die neue sportliche Ausrichtung nach weniger als drei Monaten zum Ende des Jahres niedergelegt.

## Privates
Im August 2008 schloss Wolf an der Humboldt-Universität zu Berlin ihr Studium der Germanistik mit dem Magister ab und nahm anschließend ein Betriebswirtschaftsstudium in Berlin auf. Seit 2007 sind Wolf und der Bundeswehr-Offizier Oliver Lotze ein Paar; am 8. Januar 2011 heirateten sie auf Schloss Liebenberg.

## Auszeichnungen
- 2008: Verdienstorden des Landes Berlin[5]